# Реактор на бегущей волне
Реактор на бегущей волне (реактор-самоед, реактор Феоктистова) — теоретическая концепция ядерного реактора на быстрых нейтронах, работающего на уране-238 за счёт наработки из него плутония-239. Главное отличие идеи от других концепций реакторов-размножителей в том, что цепная реакция деления происходит не сразу во всей активной зоне реактора, а ограничена определённым участком, который с течением времени перемещается внутри этой зоны.

## Краткая история концепции
Впервые идея «саморегулирующегося реактора», названная на западе концепцией «breed-and-burn», а в среде советских специалистов «реакторами-самоедами», была предложена в 1958 году сотрудниками Курчатовского института С. М. Фейнбергом и Е. П. Кунегиным. В дальнейшем такие реакторы исследовали Майкл Дрисколл (1979), Л. П. Феоктистов, который «реанимировал» идею саморегулирующегося реактора в качестве концепции «бегущей волны» (1988), Теллер, Исикава и Вуд (1995), Хьюго ван Дам (2000), Хироси Сэкимото (2001), обосновавший идею расчётами и многократно докладывавший о ней на международных семинарах и конференциях.
Дальше теоретических исследований концепция не двинулась до настоящего времени. В 2006 году корпорация Intellectual Ventures создала венчурную компанию TerraPower (в число совладельцев компании входит Билл Гейтс) для создания промышленного образца реактора на бегущей волне. Разрабатываются модели различной мощности — 300 и 1000 МВт.

## Физические принципы работы реактора
Документация и презентационные материалы компании TerraPower описывают реактор на бегущей волне как реактор бассейнового типа, с охлаждением жидким натрием. В качестве ядерного топлива используется, в основном, обеднённый уран, однако требуется небольшое количество обогащённого урана для начала цепной реакции. Некоторые быстрые нейтроны, производимые обогащённым топливом, поглощаются прилегающим слоем обеднённого урана, который превращается в плутоний в результате реакции:
{\displaystyle {}_{92}^{238}{\textrm {U}}+{}_{0}^{1}{\textrm {n}}{\xrightarrow {}}_{92}^{239}{\textrm {U}}{\xrightarrow[{23,5min}]{\beta ^{-}}}{}_{93}^{239}{\textrm {Np}}{\xrightarrow[{2,3days}]{\beta ^{-}}}{}_{94}^{239}{\textrm {Pu}}{\xrightarrow[{2,4\cdot 10^{4}years}]{\alpha }}}
Первоначально активная зона заполнена обеднённым ураном. Небольшое количество обогащённого топлива помещается с одной стороны зоны. В процессе работы активная зона реактора делится на 4 части, содержащих:
- отработанное топливо;
- обогащённое топливо, в которой происходит образование нейтронов;
- обогащающееся топливо, в которой происходит поглощение нейтронов;
- ещё не вступавший в реакцию материал;

Зона реакции перемещается внутри активной зоны с течением времени. Тепловыделение от ядерной реакции преобразуется в электрическую энергию с помощью паровых турбин.

## Ядерное топливо
В отличие от реакторов на лёгкой воде, к которым относятся все водяные реакторы, эксплуатируемые в России, и двух промышленных реакторов на быстрых нейтронах, расположенных на Белоярской АЭС, реактор на бегущей волне может быть загружен обеднённым ураном для непрерывной работы в течение 60 лет. Реакторы на бегущей волне более экономичны, для них не требуются специальные процедуры обогащения ядерного топлива.
Обеднённый уран является достаточно доступным сырьём. Так, в США имеется более 700 000 метрических тонн обеднённого урана, который является побочным продуктом в процессе обогащения.
Теоретически в качестве топлива может использоваться отработанное топливо как обычных водяных реакторов, так и других реакторов на бегущей волне.